# Tindouf

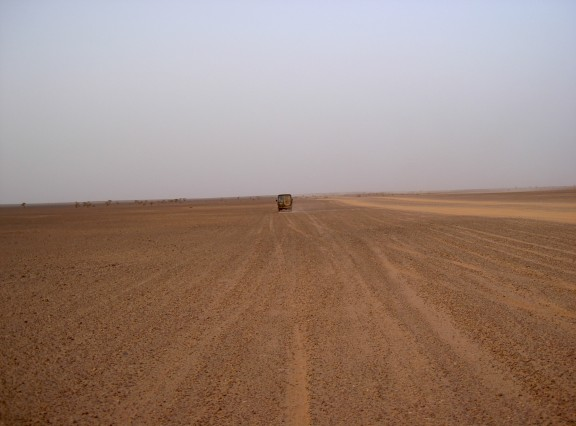
Percorso fra Tindouf e Tifariti

Tindouf, anche Tinduf (Arabo: تندوف) è una città dell'Algeria, una volta del Marocco (prima del protettorato francese), capoluogo della provincia omonima. È vicina a basi militari algerine, e anche alle zone autonome della Repubblica Democratica Araba dei Sahrawi, il governo in esilio del Sahara Occidentale. Nelle zone autonome vi sono diversi campi profughi Sahrawi, organizzati specularmente secondo la struttura algerina.

## La posizione
Tindouf sorge sull'altipiano dell'Hammada, una vasta superficie nel deserto del Sahara conosciuto storicamente come "Il giardino del diavolo". Ha un clima ostile, in estate supera temperature di 50° con frequenti tempeste di sabbia. D'inverno, la notte si raggiungono temperature sotto lo zero, con punte di -5°.

## Storia
La città di Tindouf fu edificata vicino ad una oasi del deserto del Sahara nel 1852 da membri della tribù Sahraui Tajakant. Nel 1895 fu distrutta e saccheggiata da appartenenti ad un'altra tribù Sahraui, i Reguibat.
Rimase inabitata fino al 1934, anno in cui si insediarono le truppe francesi. Con l'indipendenza algerina del 1962, la città ha avuto un risveglio, dapprima per la nascita di nuovi confini con il Marocco, la Mauritania e il Sahara spagnolo e successivamente con la creazione di città/accampamenti satellite in seguito all'insediamento dei rifugiati Sahraui stimati intorno a 175.000 persone.

## Le zone autonome Sahrawi di Tindouf
I rifugiati Sahrawi nella zona di Tindouf sono distribuiti in cinque accampamenti denominati wilaya: El Aaiún, Smara, Auserd, Dakhla e Bojdour. Ogni wilaya è suddivisa in alcune ripartizioni amministrative o dā'ira; gli insediamenti sono prevalentemente costituiti da tende (jaima) e modeste abitazioni di mattoni e sabbia. Le Unità amministrative prendono il nome dalle città del territorio conteso con il Marocco. Le scuole, gli ospedali, i centri di formazione e culturali degli accampamenti sono costruzioni più solide.
Le dā'ira delle cinque wilāya sono denominate come segue:
- wilāya di El Aaiún: Hagunia, Amgala, Daora, Bou Craa, Edchera e Guelta Zemmur.
- wilāya di Smara: Hauza, Ejdairia, Farsia, Mahbes, Bir-Lehlu, Tifariti e Mherjz.
- wilāya di Auserd: Aguenit, Zug, Mijec, Bir Ganduz, Guera e Tichla.
- wilāya di Dakhla: Jraifia, Argub, Umdreiga, Bojador, Glaibat el Fula, Ain Beida e Bir Enzaran.
- wilāya di Bojador: 27 febbraio

Molte di queste dā'ira sono gemellate con città spagnole ed italiane.

### L'inondazione del 2006
Nel febbraio del 2006 alcuni dei campi profughi sono stati colpiti da inondazioni, si stima che circa 50.000 profughi abbiano avute distrutte o gravemente danneggiate le loro abitazioni, creando un'emergenza difficile da gestire.
Angelina Jolie, Ambasciatrice dell'Alto Commissariato delle Nazioni Unite per i Rifugiati, si è impegnata per la raccolta fondi da destinare ai rifugiati colpiti dalle inondazioni contribuendo essa stessa con 50.000 dollari.

## Società

### Evoluzione demografica
Tindouf ha 44.058 abitanti (stime 2006)
Andamento:
| Anno                | Abitanti |
| ------------------- | -------- |
| 1977 (Censimento) . | 6.044    |
| 1987 (Censimento)   | 13.084   |
| 2006 (Stima)        | 44.058   |